# Hyphessobrycon boulengeri
Hyphessobrycon boulengeri är en fiskart som först beskrevs av Eigenmann, 1907.  Hyphessobrycon boulengeri ingår i släktet Hyphessobrycon och familjen Characidae. Inga underarter finns listade i Catalogue of Life.